# Mizaga chevreuxi
Mizaga chevreuxi là một loài nhện trong họ Dictynidae.
Loài này thuộc chi Mizaga. Mizaga chevreuxi được Eugène Simon miêu tả năm 1898.